# 江天一 (军事人物)
江天一（1602年—1645年），字文石，号淳初，安徽歙县人，明朝诗人。

## 生平
拜金声为师。清兵南下，南京失陷，江天一随老师金声一起起兵抗清。后来兵败，被押往南京，与老师金声一同就义。著有《江止庵遗集》等等。